# Le Theil-Nolent
Le Theil-Nolent è un comune francese di 224 abitanti situato nel dipartimento dell'Eure nella regione della Normandia.

## Società

### Evoluzione demografica
Abitanti censiti